# Andrzej Wiśniewski (ekonomista)
Andrzej Wiśniewski – polski ekonomista, doktor habilitowany specjalizujący się ekonomice konsumpcji i marketingu.

## Życiorys
Był profesorem Wyższej Szkoły Finansów i Zarządzania w Białymstoku, Wyższej Szkoły Przedsiębiorczości i Zarządzania im. Leona Koźmińskiego oraz Instytutu Rynku Wewnętrznego i Konsumpcji.
Był kierownikiem Katedry Marketingu na Wydziale Zarządzania i Marketingu Wyższej Szkoły Finansów i Zarządzania w Białymstoku. Pełnił funkcję prezesa Fundacji Konsumencki Instytut Jakości „KIJ”.

## Publikacje książkowe
Lista publikacji książkowych
- Niektóre metody i organizacja badań popytu na artykuły konsumpcyjne w wybranych krajach, Centrum nInformacji Naukowej, Technicznej i Ekonomicznej, Warszawa 1972
- Produkcja, rynek i konsumpcja zmechanizowanego sprzętu gospodarstwa domowego w wybranych krajach, Centrum Informacji Naukowej, Technicznej i Ekonomicznej, Warszawa 1973
- Organizacja badań rynku w wybranych przedsiębiorstwach handlowych, Instytut Handlu Wewnętrznego, Warszawa 1973 – wspólnie z Teresą Pałaszewską-Reindl
- Działalność agencji badań marketingowych za granica̧, Instytut Handlu Wewnętrznego, Warszawa 1976 – wspólnie z Marią Rogowiec i Tadeuszem Szumowskim
- Badania marketingowe, Polskie Towarzystwo Ekonomiczne, Warszawa 1977
- Użytkowanie dóbr konsumpcyjnych przez wynajem, Instytut Rynku Wewnętrznego i Konsumpcji, Warszawa 1987, w serii Monografie i Syntezy
- Zarządzanie państwowymi podmiotami gospodarczymi, Instytut Funkcjonowania Gospodarki Narodowej SGH, Warszawa 1991
- Sposoby zaspokajania potrzeb konsumpcyjnych : problemy efektywności, Instytut Rynku Wewnętrznego i Konsumpcji, Warszawa 1988, w serii Monografie i Syntezy[2].
- Marketing: Istota marketingu. Produkt, cena. Dystrybucja, promocja, Wydawnictwa Szkolne i Pedagogiczne, Warszawa 1994
- Ćwiczenia z marketingu, Wydawnictwa Szkolne i Pedagogiczne, Warszawa 1994 – wspólnie z Adamem Dąbrowskim
- Rachunkowość w świetle uregulowań ustawy o rachunkowości, MAC, 1998 – wspólnie z Gertrudą Krystyną Świderską
- Pasywa, MAC, 1998
- Kapitały w spółkach handlowych, Management Accounting Consulting, Warszawa 2005